# Haus Vierbecke
Haus Vierbecke ist ein ehemaliger Adelssitz in Holzwickede.

## Lage
Der Adelssitz lag im heutigen Ortsteil Hengsen am Südhang des Ardeygebirges etwa auf halber Höhe zwischen Haus Opherdicke und der Burg Rura (Haus Ruhr).
Der Name Vierbecke leitet sich von vier kleinen Bächen ab, die zur Speisung der Gräften genutzt wurden.
Heute liegt dieser Ort mitten auf dem Standortübungsplatz der Bundeswehr. Von den Gebäuden ist nichts mehr zu sehen, dem Kundigen offenbaren sich lediglich Reste der Gräften.

## Geschichte
Die Gründung von Haus Vierbecke fällt vermutlich in die Mitte des 13. Jahrhunderts, als das Rittergut Hegeninghusen geteilt wurde.
Die adeligen Besitzer des Hauses Vierbecke hatten verwandtschaftliche Beziehungen zu den Grafen von der Mark.
Am 3. Oktober 1378 versuchte Agnes von der Vierbecke in der Dortmunder Fehde den Märkern durch eine List Zugang in die Stadt Dortmund zu verschaffen. Das Vorhaben scheiterte, Agnes und ihr Sohn sowie Junggraf Conrad IV von Dortmund wurden noch am gleichen Tage in Dortmund hingerichtet.
Schon 1600 brannte Haus Vierbecke bis auf die Grundmauern nieder. Die Burg wurde nicht wieder aufgebaut. Stattdessen entstand auf dem Burgplatz ein Wirtschaftshof, der den Namen Vierbecke weiterführte. Aber noch 1777 wurde auf der Topographischen Charte der Grafschaft Marck das Gut als "Adelich" betitelt. Während der Zeit des Nationalsozialismus beherbergte der Hof Vierbecke die Hengser Segelfliegerschule. Nach dem Krieg wurden Flüchtlinge in einer hier eingerichteten Notunterkunft untergebracht.
Die letzten bäuerlichen Gebäude an dieser Stelle verschwanden mit dem Ausbau des Standortübungsplatzes vermutlich in den 1970er Jahren.

## Persönlichkeiten des Hauses Vierbecke
- Agnes von der Vierbecke (ca. 1341–1378)